# Follia d’amore
Follia d’amore ist ein Song des italienischen Jazz-Musikers Raphael Gualazzi. Unter dem englischen Titel Madness of Love nahm er am Eurovision Song Contest 2011 teil und belegte den zweiten Platz hinter den Gewinnern aus Aserbaidschan.

## Hintergrund
Follia d’amore wurde von Raphael Gualazzi als Stride-Piano-Song geschrieben. Er enthält Elemente des Swing, Rhythm and Blues und Soul. Produzent des Liedes war Ferdinando Arnò. Am 18. Februar 2011 gewann Raphael Gualazzi mit dem Titel die Newcomer-Kategorie des Sanremo-Festivals. Kurz darauf wurde er als Teilnehmer für Italien beim Eurovision Song Contest 2011 in Düsseldorf festgelegt.
Somit kehrte Italien nach 13 Jahren Abstinenz zum Eurovision Song Contest zurück und belegte im Finale auf Anhieb mit der englisch-italienischen Version Madness of Love den zweiten Platz mit 189 Punkten, hinter dem Siegerbeitrag aus Aserbaidschan. Vor der letzten Wertung lag Italien noch auf Platz 3, konnten aber durch 12 Punkte aus Lettland am schwedischen Beitrag vorbeiziehen. Italien war als fünftes Mitglied der Big Five, der größten Geldgeber, automatisch für das Finale qualifiziert.
ESC-Punktevergabe für Italien
| Anzahl | Punkte | Land |
| ------ | ------ | --- |
| 4×     | 12     | Albanien, Lettland, San Marino, Spanien,                                                                            |
| 5×     | 10     | Griechenland, Litauen, Malta, Polen, Portugal,                                                                      |
| 1×     | 8      | Frankreich, |
| 2×     | 7      | Georgien, Vereinigtes Königreich                                                                                    |
| 6×     | 6      | Armenien, Belgien, Bosnien und Herzegowina, Estland, Österreich, Rumänien                                           |
| 1×     | 5      | Irland |
| 2×     | 4      | Schweiz, Ungarn |
| 5×     | 3      | Deutschland, Finnland, Island, Slowenien, Belarus                                                                   |
| 1×     | 2      | Serbien |
| 3×     | 1      | Aserbaidschan, Mazedonien, Zypern                                                                                   |
| 12×    | 0      | Bulgarien, Dänemark, Israel, Kroatien, Moldau, Niederlande, Norwegen, Russland, Slowakei, Schweden, Türkei, Ukraine |

## Kommerzieller Erfolg

### Chartplatzierungen
Während sich in Italien nur die italienische Originalversion in den Charts platzieren konnte, stieg in anderen Ländern die in einem italienisch-englischen Sprachmix vorgetragene ESC-Version ein.
| ChartsChartplatzierungen | Höchstplatzierung | Wochen |
| ------------------------ | ----------------- | ------ |
| Italien (FIMI)           | 8 (15 Wo.)        | 15     |
| Österreich (Ö3)          | 40 (1 Wo.)        | 1      |
| Schweiz (IFPI)           | 52 (1 Wo.)        | 1      |

### Auszeichnungen für Musikverkäufe
| Land/Region    | Auszeichnungen für Musikverkäufe (Land/Region, Auszeichnung, Verkäufe) | Verkäufe |
| -------------- | ---------------------------------------------------------------------- | -------- |
| Italien (FIMI) | Gold                                                                   | 15.000   |
| Insgesamt      | 1× Gold ·                                                              | 15.000   |